# Rúfio Petrônio Nicômaco Cetego
Flávio Rúfio Petrônio Nicômaco Cetego (português brasileiro) ou Flávio Rúfio Petrónio Nicómaco Cetego (português europeu) (em latim: Flavius Rufius Petronius Nicomachus Cethegus) foi um político romano do século VI ativo no Reino Ostrogótico e no Império Bizantino.

## Biografia
Rúfio Petrônio Nicômaco Cetego era filho de Petrônio Probino, o cônsul em 489 e forte defensor do antipapa Lourenço, e irmão de Blesida. É capaz que fosse ancestral do Cetego ativo no fim do século VI. Foi destinatário do Libellus de stirpe sua de Cassiodoro no qual seus títulos foram discriminados. Em 504, quando ainda era jovem, foi elevado ao consulado ordinário no Ocidente, mas sem colega no Oriente. John Moorhead propôs identificá-lo com certo Petrônio de Roma, que com Renato de Ravena debateu com Severo de Antioquia sobre a natureza de Cristo enquanto o último residia em Constantinopla (508–511). Se correta, essa identificação colocaria Cetego em um círculo de intelectuais aristocráticos em torno de Boécio. No começo de 512, segundo várias fontes, Cetego era patrício. Além disso, em data incerta, era mestre dos ofícios.
Em 545, era chefe do senado em Roma. Naquele ano, em meio à Guerra Gótica entre o Reino Ostrogótico e o Império Bizantino, a cidade foi sitiada pelo rei Tótila (r. 541–552). No decorrer do episódio, os comandantes bizantinos desconfiaram que Cetego estava agindo traiçoeiramente, obrigando-o a se abrigar em Centocelas. Em dezembro de 546, quando as defesas de Roma sucumbiram e Tótila invadiu, Cetego foi um dos nobres romanos que fugiram para Constantinopla com o general Bessas, onde o imperador Justiniano I (r. 527–565) concedeu ricos presentes para compensar as perdas que tiveram na Itália. Na capital imperial, foi um dos partidários do papa Vigílio (537–555) que tentaram convencer Justiniano a ser mais enérgico na guerra na Itália.
Ao longo dos primeiros anos dos anos 550, a corte imperial foi sacudida com a Controvérsia dos Três Capítulos que causou uma disputa entre Justiniano e Vigílio: em 15 de agosto de 550, Cetego testemunhou o juramento de Vigílio sobre a Três Capítulos; no final de 551, quando Vigílio fugiu do Palácio de Placídia e buscou refúgio na Basílica de São Pedro de Hormisda, Cetego foi com Belisário, Marcelo e Pedro reafirmar a segurança pessoa do pontífice e solicitar que retornasse para Placídia; no começo de 552, quando Vigílio fugiu novamente do palácio de Placídia rumo à Igreja de Santa Eufêmia na Calcedônia, Cetego esteve entre aquelas que foi convencê-lo a voltar; e em maio de 553, novamente negociou com Vigílio. Cetego Retornou ao Ocidente anos depois, e durante o pontificado do papa Pelágio I (556–561), vivia na Sicília, onde era cidadão proeminente. Ali, foi destinatário da epístola 33 do pontífice de 558.